# Deinopa
Deinopa is een geslacht van vlinders van de familie spinneruilen (Erebidae).

## Soorten
- D. aspila Hampson, 1910
- D. athamas Schaus, 1914
- D. barbipes Hampson, 1926
- D. biligula Guenée, 1852
- D. bisinuata Hampson, 1926
- D. concors Hübner, 1823
- D. dedecora (Holland, 1894)
- D. delinquens Walker, 1858
- D. diplogramma Hampson, 1926
- D. directa Walker, 1862
- D. erecta Walker, 1862
- D. flavida Hampson, 1926
- D. fulvia Druce, 1898
- D. gorima Schaus, 1901
- D. gulussa Schaus, 1914
- D. gyas Schaus, 1946
- D. helicon Druce, 1898
- D. helle Schaus, 1914
- D. hiaraka Viette, 1972
- D. holophaea Hampson, 1926
- D. lilacina Hampson, 1926

- D. lodeber Dyar, 1916
- D. mesancona Hampson, 1926
- D. nephele Schaus, 1914
- D. notabilis Walker, 1856
- D. ostia Druce, 1898
- D. pastoria Schaus, 1911
- D. percara Walker, 1858
- D. phaleniforma Dognin, 1912
- D. phruxus Schaus, 1914
- D. punctifera Dognin, 1912
- D. signiplena Walker, 1862
- D. strigata Schaus, 1911
- D. veluticollis Hampson, 1898
- D. ypita Schaus, 1901